# María Sefidari
María Sefidari Huici (Madrid, 1982) es una psicóloga.
Experta en gestión cooperativa y producción cultural en internet y activista en conocimiento y cultura libre. Fue presidenta del Consejo de Administración de la Fundación Wikimedia en 2018. En marzo de 2020, Sefidari solicitó un permiso de cuatro meses al Consejo, para prepararse para su próxima maternidad, por lo que fue reemplazada en el cargo por Nataliia Tymkiv, como vicepresidenta interina del Consejo.

## Carrera
Nació en Madrid donde vive. Estudió Psicología en la Universidad Complutense de Madrid y posteriormente una maestría en Comercio y Turismo en la misma universidad. En 2014 fue becaria del programa Techweek Women’s Leadership Fellows dedicado al apoyo del liderazgo de mujeres en negocios y tecnología.En 2020 fue miembro del jurado de los Premios Princesa de Asturias en la categoría de Comunicación y Humanidades.En 2022 presentó su tesis doctoral, Wikipedia y el reto de la equidad de conocimiento: un análisis de los sesgos y la perpetuación de desigualdades en la representación del contenido destacado de la enciclopedia en la Universidad Rey Juan Carlos.

### Conocimiento y cultura libre
Sefidari, conocida en Wikipedia como Raystorm, empezó a contribuir en los proyectos Wikimedia sobre conocimiento y cultura libre en 2006. Descubrió Wikipedia —ha explicado en algunas entrevistas— cuando su hermana pequeña le explicó que había una web que cualquiera puede escribir o editar. «Todo comienza —cuenta— cuando te empiezas a involucrar en una temática y le dedicas muchas horas a mejorar los artículos, y observas que hay políticas de Wikipedia que habría que cambiar». Posteriormente, en 2007, propone el Wikiproyecto LGBT para dar visibilidad a estos colectivos y mejorar y organizar contenidos relacionados con este tema, basándose en un movimiento similar que existía en la enciclopedia anglosajona.
Además de su trabajo en los contenidos, se ha involucrado en el movimiento Wikimedia. En 2011 fue miembro fundadora de Wikimedia España y vicepresidenta de esta organización, y en 2015 de Wikimujeres, un grupo de usuarias de Wikimedia centrado en la visibilización de las mujeres y la eliminación de la brecha de género. En el movimiento Wikimedia ha formado parte de varios comités de gobierno, entre ellos el Comité de Afiliaciones y el Comité de Gobernanza del Consejo, donde ejerció como presidenta. En 2013 fue elegida miembro de la Junta de la Fundación Wikimedia. Formó parte de la junta hasta 2015.
En 2016 se reincorporó a la Fundación Wikimedia para cubrir una vacante nominada por la comunidad y asumió la vicepresidencia del Consejo de Administración. Fue confirmada como vicepresidenta para un segundo mandato en 2017. Durante estos años ha participado en diversos cursos de formación y eventos sobre conocimiento abierto y libre, y sobre la incorporación de la diversidad y la igualdad en los contenidos de Wikipedia.
En julio de 2018 ocupó el cargo de presidenta del Consejo de Administración de la Fundación Wikimedia en el 14.º encuentro anual de Wikimanía y reelegida en agosto de 2019.